# Нижній Кожлаял
Нижній Кожлая́л (рос. Нижний Кожлаял, марій. Ӱлыл Кожлаял) — присілок у складі Новотор'яльського району Марій Ел, Росія. Входить до складу Чуксолинського сільського поселення.

## Населення
Населення — 52 особи (2010; 55 у 2002).
Національний склад (станом на 2002 рік):
- марі — 89 %